# Čierne pri Čadci
Čierne pri Čadci – stacja kolejowa w Czernym, w kraju żylińskim, na Słowacji.
| Čierne pri Čadci                                |  |                                               |
| Linia 129 Czadca – Skalité – Zwardoń (7,021 km) |  |                                               |
| Świerczynowiecodległość: 2,575 km               |  | Čierne pri Čadci zastávka odległość: 2,500 km |